# Воспоминания о прошлом Земли
«Воспоминания о прошлом Земли» или «В память о прошлом Земли» (кит. 地球往事) — научно-фантастическая трилогия китайского писателя Лю Цысиня, включающая романы «Задача трёх тел» (2006), «Тёмный лес» (2008), «Вечная жизнь Смерти» (2010). Рассказывает о столкновении человечества с внеземной цивилизацией Трисоляриса. Имела большой успех у читателей как в Китае, так и на Западе, стала литературной основой сериалов под названием «Задача трёх тел» — китайского (2023) и американского (2024).

## Сюжет
Действие первых глав романа «Задача трёх тел» начинается в Китае в эпоху Культурной революции, однако потом разворачивается в будущем. Человечество впервые вступает в контакт с пришельцами, и это приводит к катастрофе. Лучшие умы Земли объединяются, чтобы вместе решить, как реагировать на новую угрозу.

## Восприятие
Трилогия имела большой успех в Китае, а затем и на Западе. Сам Лю Цысинь считает это «чистой воды случайностью», констатируя, что ни китайская фантастика в целом, ни его книги, написанные до «Задачи трёх тел», не стали продаваться лучше.

## Экранизации
- Задача трёх тел (Китай, 2022, мультипликационный сериал)
- Задача трёх тел (Китай, 2023)[2]
- Задача трёх тел (США, 2024)[3]